# Абрамян, Карен Гургенович
Карен Гургенович Абрамян (арм. Աբրամյան (Աբրահամյան); 27 мая 1924 — 28 мая 2013) — советский и российский учёный в области строительной механики корабля, доктор технических наук, профессор, лауреат Ленинской премии, Заслуженный деятель науки РСФСР, капитан 1-го ранга.

## Биография
Абрамян Карен Гургенович родился 28 мая 1924 года в Тифлисе (ныне Тбилиси).
В 1942 году, после окончания средней школе № 16 в г. Баку, поступил на 1 курс кораблестроительного факультета ВВМИУ им. Ф. Э. Дзержинского, которое в то время было эвакуировано из Ленинграда в этот город. В годы Великой Отечественной войны проходил боевую практику на кораблях Военно-морского флота на Балтике.
В 1947 году окончил ВВМИУ им. Ф. Э. Дзержинского в Ленинграде и направлен для дальнейшего прохождения службы в Ораниенбаум -командир водолазной группы АСС Балтфлота. С 50-х годов  в Центральном научно-исследовательский институте военного кораблестроения ВМФ СССР. Руководил научным подразделением занимавшимся вопросами прочности, устойчивости, взрывостойкости и надёжности корпусных конструкций военных кораблей всех классов и назначений.
В 1949—1950 годах участвовал в подготовке и перегоне плавучего дока с Балтийского моря на Дальний Восток и в двух переходах кораблей Северным морским путём в 1952 и 1956 годах.
Окончил Военно-морскую академию кораблестроения и вооружения им. А. Н. Крылова в Ленинграде.
В 1956 году защитил диссертацию на соискание учёной степени кандидата технических наук.
В 1972 году стал доктором технических наук.
В 1973 году руководил испытаниями тральщика МТ-139 проекта 254 на действие неконтактных подводных взрывов с большим объёмом измерений параметров, характеризующих воздействие взрыва и реакцию на него корпуса и оборудования.
Впервые обосновал метод определения ледовых нагрузок в расчётах и нормировании прочности корпусов надводных и подводных кораблей, обеспечивающих плавание в ледовых условиях и всплытие подводных лодок из под сплошного ледового покрова Арктики для решения стратегических задач, поставленных перед ВМФ.
В 1983 году К. Г. Абрамяну было присвоено учёное звание — профессор, а в 1984 году стал лауреатом Ленинской премии.
В 1998 году главному научному сотруднику Института проблем машиноведения Карену Гургеновичу Абрамяну было присвоено почётное звание «Заслуженный деятель науки РФ».
Являлся членом бюро секции строительной механики НТО судостроения им. академика А. Н. Крылова, председателем государственной выпускной экзаменационной комиссии кораблестроительного факультета Ленинградского кораблестроительного института, членом четырёх специализированных советов по присуждению учёных степеней, членом редакционной коллегии журнала «Морской вестник».

## Награды и звания
- Лауреат Ленинской премии (1984)
- Лауреат премии им. П. Ф. Панковича
- Лауреат премии Ю. А. Шиманского
- Заслуженный деятель науки РФ (1998)
- Доктор технических наук (1972)
- Профессор (1983)
- Орден "Знак Почёта"
- Медали СССР